# Marienklausensteg

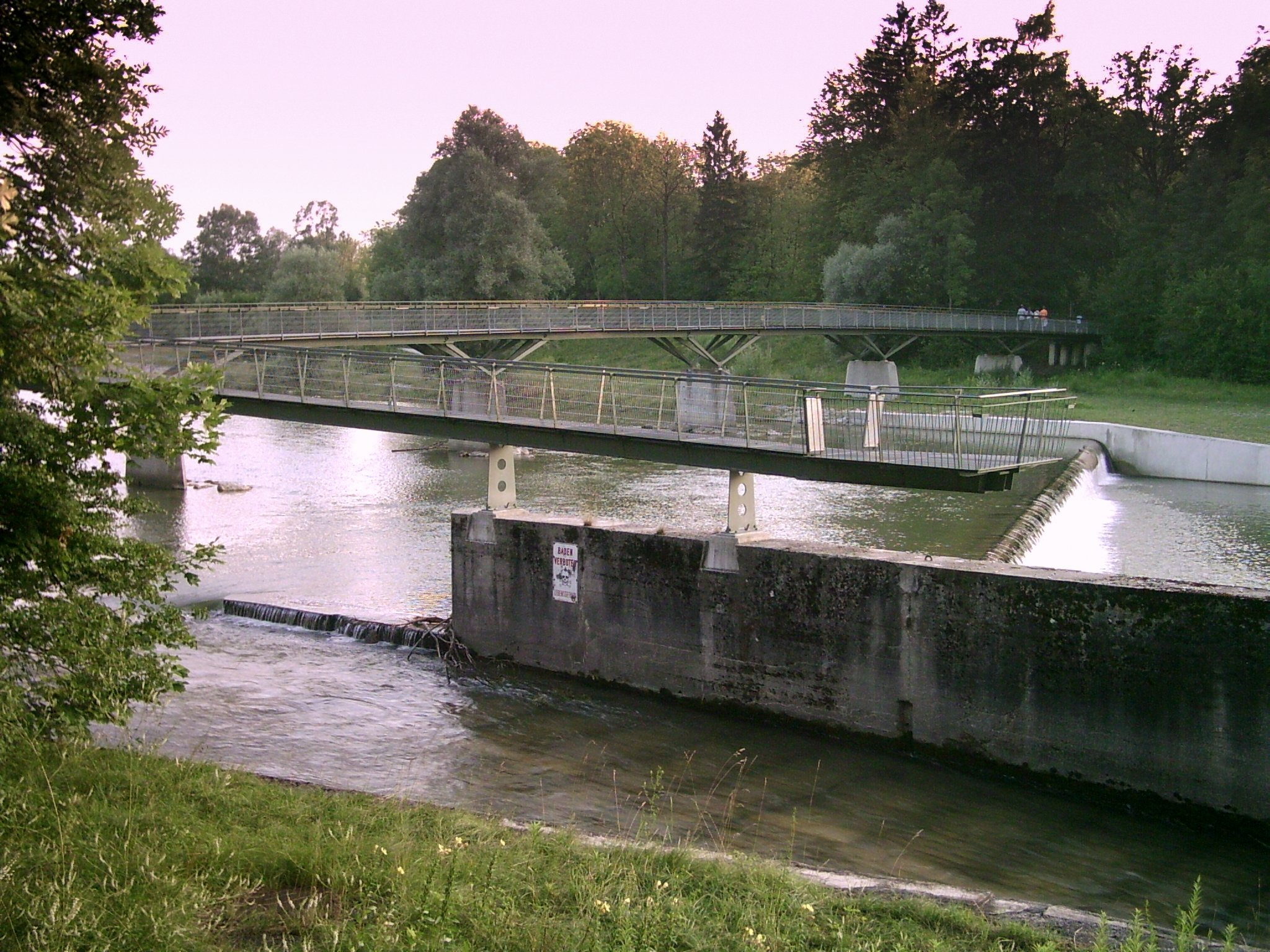
Marienklausensteg mit Stichsteg

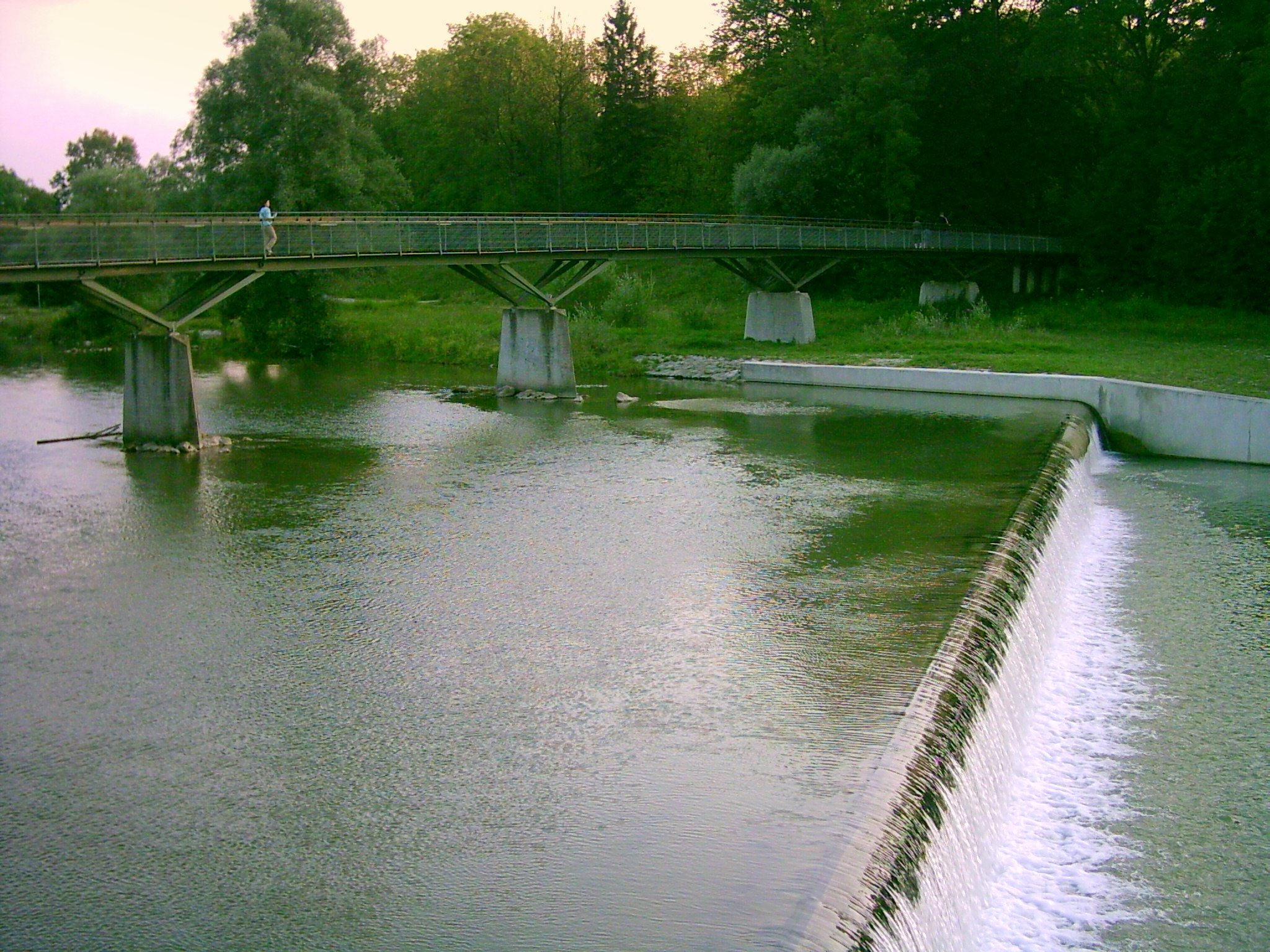
Marienklausensteg, die Kante des Wasserfalls zeigt den Verlauf des Dükers

Der Marienklausensteg ist eine Radfahrer- und Fußgänger-Brücke in München. Sie wurde 1997 an Stelle einer baufällig gewordenen Holzbrücke errichtet und führt auf der Höhe der Marienklause über die Isar auf den Damm des Isar-Werkkanals, auf dem sich nur wenige Meter nördlich des Stegs eine der beiden Wachstationen der Wasserwacht „Isarrettung“ befindet. Von dem Damm aus gelangt man über eine zweite, ältere Stahlbetonbrücke mit Kanalschleuse über den Isar-Werkkanal nach Westen auf das Gelände der Floßlände und zum Campingplatz im Stadtteil Thalkirchen. Südwestlich dieser Kanalbrücke liegt der Hinterbrühler See.

## Baugeschichte – Die Anfangsjahre

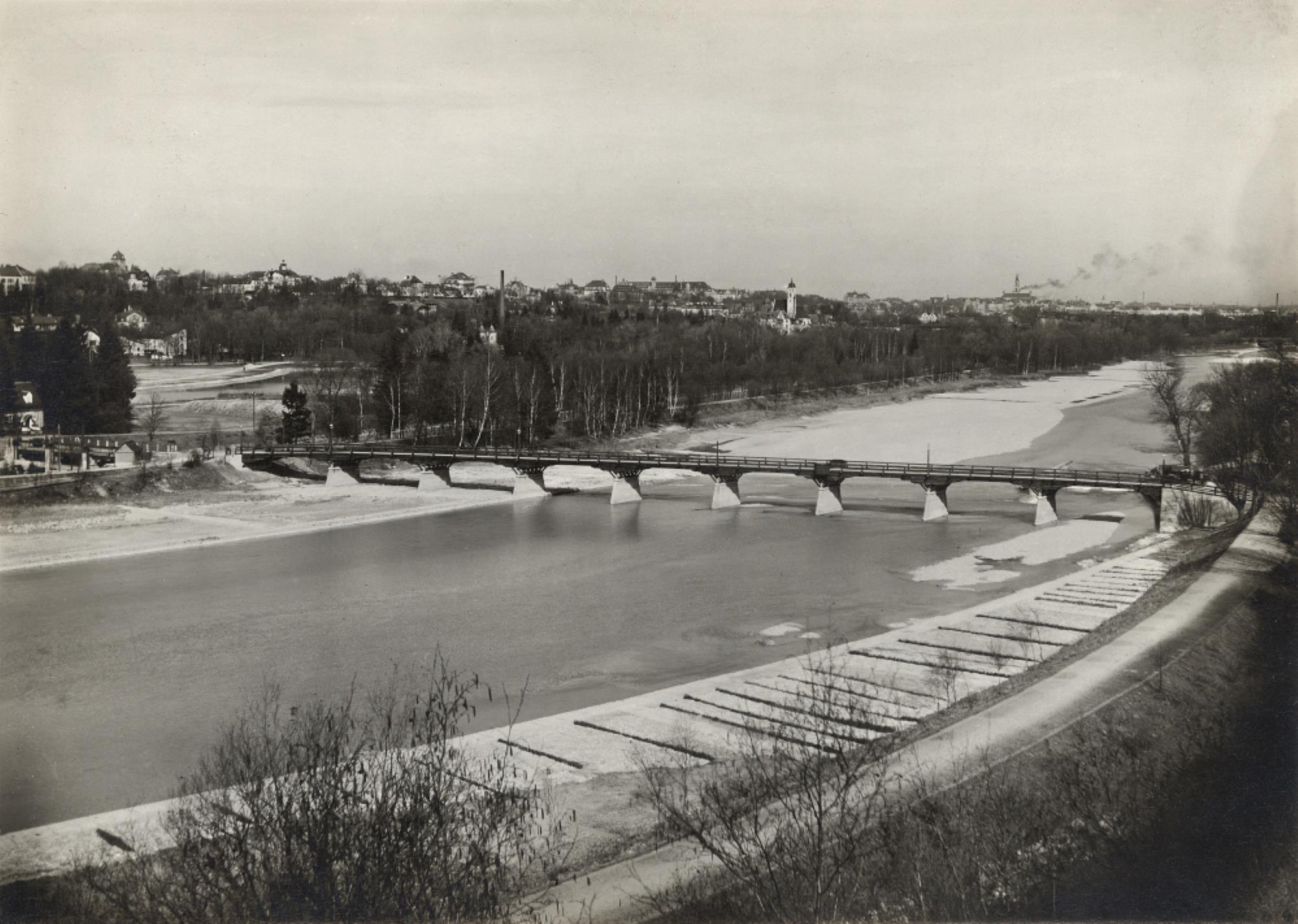
Die Brücke kurz nach der Fertigstellung im Jahr 1920. Quelle Stadtarchiv; dort mit falscher Jahresangabe und Ordner.

Ein erster Verbindungssteg zwischen dem Hochwasserdamm des errichteten Isarwerkkanal und der Marienklause und dem rückseitigen Ausgang des Tierparks Hellabrunn wurde am Sonntag, den 7. März 1920 der Öffentlichkeit übergeben. Der Steg wurde in Holzbauweise ausgeführt, und überspannte hier die wilde Isar auf einer Länge von 120 Meter. Die Breite des Stegs betrug vier Meter. Die Holzkonstruktion wurde auf acht Betonpfeiler gestellt, deren Abstände etwa bei 14 Meter lagen, wovon eines dieser für die Befahrung mit Flößen und der dazwischen gebauten Floßrutsche, eine erweiterte lichte Weite aufwies. Die Gehbahn war mit Holzbohlen ausgelegt, diese waren allerdings nach nur sieben Jahren Nutzung so zerfallen, dass diese Gehbahn im Jahr 1927 mit längs verlaufenden Stahlträgern ausgelegt wurde. Das Geländer war ebenso in Holz ausgeführt, in Längsrichtung mit Durchbrüchen. Eine Seite des Geländers nahm zusammen mit den senkrechten Stützen auch die fünf Laternenpfähle mit auf. Zur Mitte der Brücke hin, beim sechsten Pfeiler vom rechten Isarufer aus gezählt, weitete sich das Geländer zu einer kleinen halbrunden Kanzel aus. Die Ausführung wurde durch das Städtische Tiefbauamt, unter der Leitung von Baurat Johann Baptist Bosch übernommen. Das Aussehen und Gestaltung wurden nach Vorgaben des im Stadterweiterungsbüros angestellten Bauamtmanns August Blößner eingelöst. Für die architektonische Ausarbeitung und Durchführung wurde das Stadtbauamt für Wasser-, und Brückenbau, unter deren Leitung des Ingenieurs Blau herangezogen. Die Bauarbeiten begannen im März 1919. Ein Nachweis für ein Brücken-, oder Stegbauwerk an dieser Stelle vor dieser Zeit ist nicht überliefert.

## Baugeschichte
Der heutige Steg wurde vom Münchner Architekten Felix Schürmann entworfen, die Tragwerksplanung erledigte das Ingenieurbüro Lothar Fritsche in Deggendorf. Sie erhielten 1999 den BDA Preis Bayern. Unter der Bauherrschaft der Landeshauptstadt München entstand ein einfaches und zweckmäßiges Brückenbauwerk, das durch einen leichten Versatz in der Wegeführung eine Aufweitung aufweist, die beim Überqueren des Flusses zum Verweilen und Betrachten des Flusslaufes und der renaturierten Isarauen einlädt. An dieser Versatzstelle zweigt zusätzlich ein zweiter, schmaler Stichsteg in Flussrichtung nach Norden von der Brücke ab und führt zu einem Aussichtspunkt auf der älteren Trennmauer, durch die die Flossrutsche am östlichen Ufer von der Staustufe im Flussbett abgeteilt wird. Die schwingende Konstruktion dieses Stichsteges und sein transparenter Gitterrostbelag bieten ein besonderes Erlebnis des bewegten Wassers darunter.
Die Brückenkonstruktion ist der Aufgabe entsprechend einfach gehalten: Schmale Betonpfeilerscheiben tragen schwebend über filigranen Spreizarmen einen vierachsigen Überbau aus geschweißten Doppel-Flanschprofilen. Die Konstruktionshöhen dieser Träger wurden der statischen Beanspruchung angepasst. Der Belag des Hauptsteges besteht aus einfachen Eichenbohlen mit offenen Fugen. Die geschweißte Flachstahlkonstruktion der Geländer wird von handelsüblichen Stahlgittermatten getragen. Alle Widerlager und Pfeilerscheiben sind in Sichtbeton mit horizontaler, sägerauer Brettschalung ausgeführt.
Aus dem Isarkanal wird auf der westlichen Flussseite an einer Brückenschleuse seit 1906 der Auer Mühlbach ausgeleitet und in einem Düker, dessen Verlauf an der Kante des Wasserfalls ablesbar ist, unter der Isar hindurchgeführt. Einige Meter nördlich der Marienklause tritt er an der Grenze zum Tierpark wieder ans Tageslicht.